# Stanwellia pexa
Stanwellia pexa is een spinnensoort in de taxonomische indeling van de bruine klapdeurspinnen (Nemesiidae).
Stanwellia pexa werd in 1930 beschreven door Hickman.